# Fétigny (Szwajcaria)
Fétigny (frp. Fethenyi; hist. Fetenach) – gmina (fr. commune; niem. Gemeinde) w Szwajcarii, w kantonie Fryburg, w okręgu Broye. Leży nad rzeką Broye.  

## Demografia
W Fétigny mieszka 1 080 osób. W 2020 roku 16,3% populacji gminy stanowiły osoby urodzone poza Szwajcarią.